# 10 Gigabit Ethernet

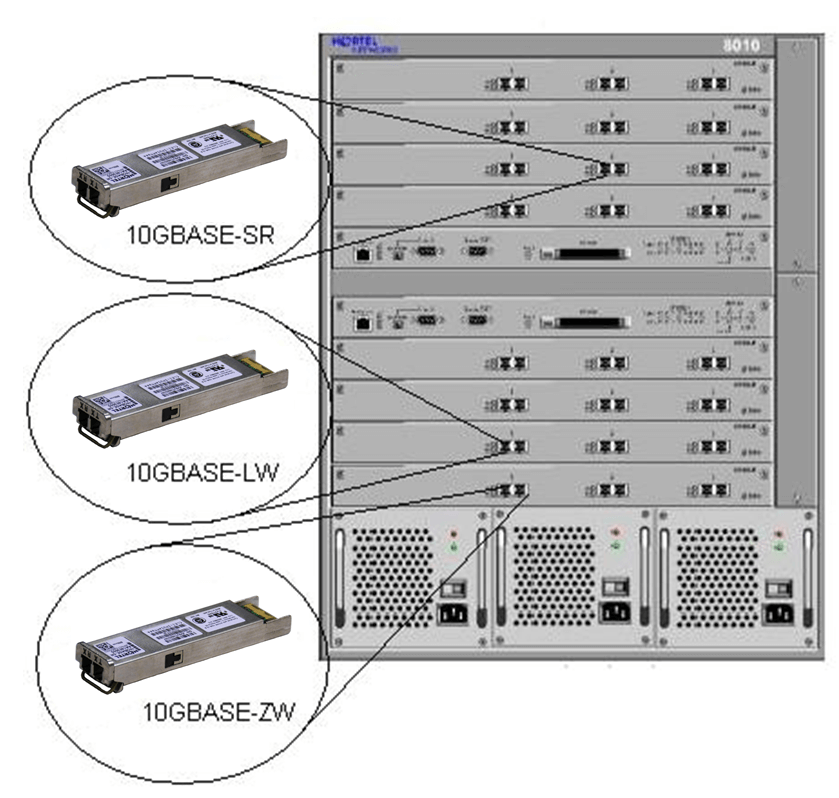
Router met twee dozijn 10 Gigabit Ethernet-poorten en drie verschillende types connectie-modules

10 Gigabit Ethernet (afgekort 10GE, 10GbE of 10 GigE) is een implementatie van ethernet die apparaten in staat stelt om te communiceren via een computernetwerk tegen een snelheid van 10 Gbps. De 10GbE-standaard dateert uit 2002 en werd voor het eerst gedefinieerd in IEEE 802.3ae. In 2010 werd de standaard voor het snellere 100 Gigabit Ethernet gepubliceerd.

## Beschrijving

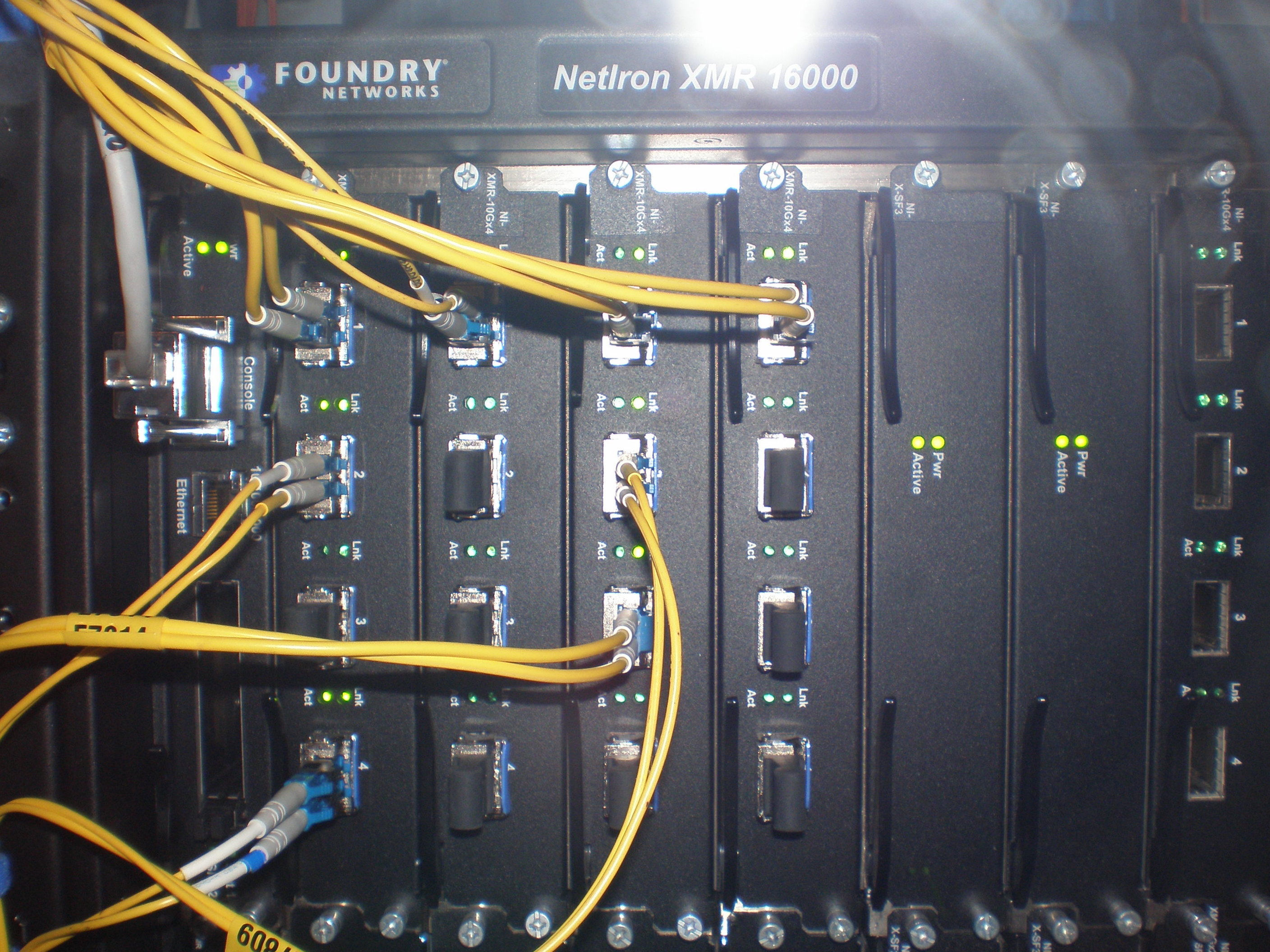
Een router met 10 Gigabit Ethernet optische interfaces (XFP transceiver). De gele kabels zijn single modeglasvezelverbindingen.

In tegenstelling tot eerdere Ethernet-standaarden definieert 10GbE alleen full-duplex point-to-point-verbindingen die doorgaans via netwerkswitches verbonden zijn. Het CSMA/CD-protocol is niet overgenomen van de vorige generaties Ethernet-standaarden, dus half-duplex en repeaterhubs bestaan niet in 10GbE.
De 10GbE-standaard omvat een aantal verschillende standaarden op de fysieke laag (PHY). Een netwerkapparaat, zoals een switch of een netwerkkaart, kan verschillende PHY-typen hebben via insteekbare PHY-modules, zoals die op basis van SFP+. Optische modules zijn verbonden met een host via een XAUI-, XFI- of SFI-interface.
Net als eerdere versies van Ethernet kan 10GbE zowel koper- als glasvezelkabels gebruiken. De maximale afstand over koperkabels bedraagt 100 meter, maar vanwege de bandbreedtevereisten zijn kabels van hogere kwaliteit vereist.

## Glasvezel
Er worden twee basistypen glasvezel gebruikt voor 10 Gigabit Ethernet: single mode (SMF) en multimode (MMF). SMF wordt gebruikt voor communicatie over lange afstanden en MMF voor afstanden van minder dan 300 meter.
Bij de ontwikkeling van de 10 Gigabit Ethernet-standaard was er ook interesse om 10GbE te gebruiken voor WAN-transport. Dit leidde tot de introductie van een WAN PHY voor 10GbE om respectievelijk met OC-192 (SONET) en STM-64 (SDH) apparatuur te werken.

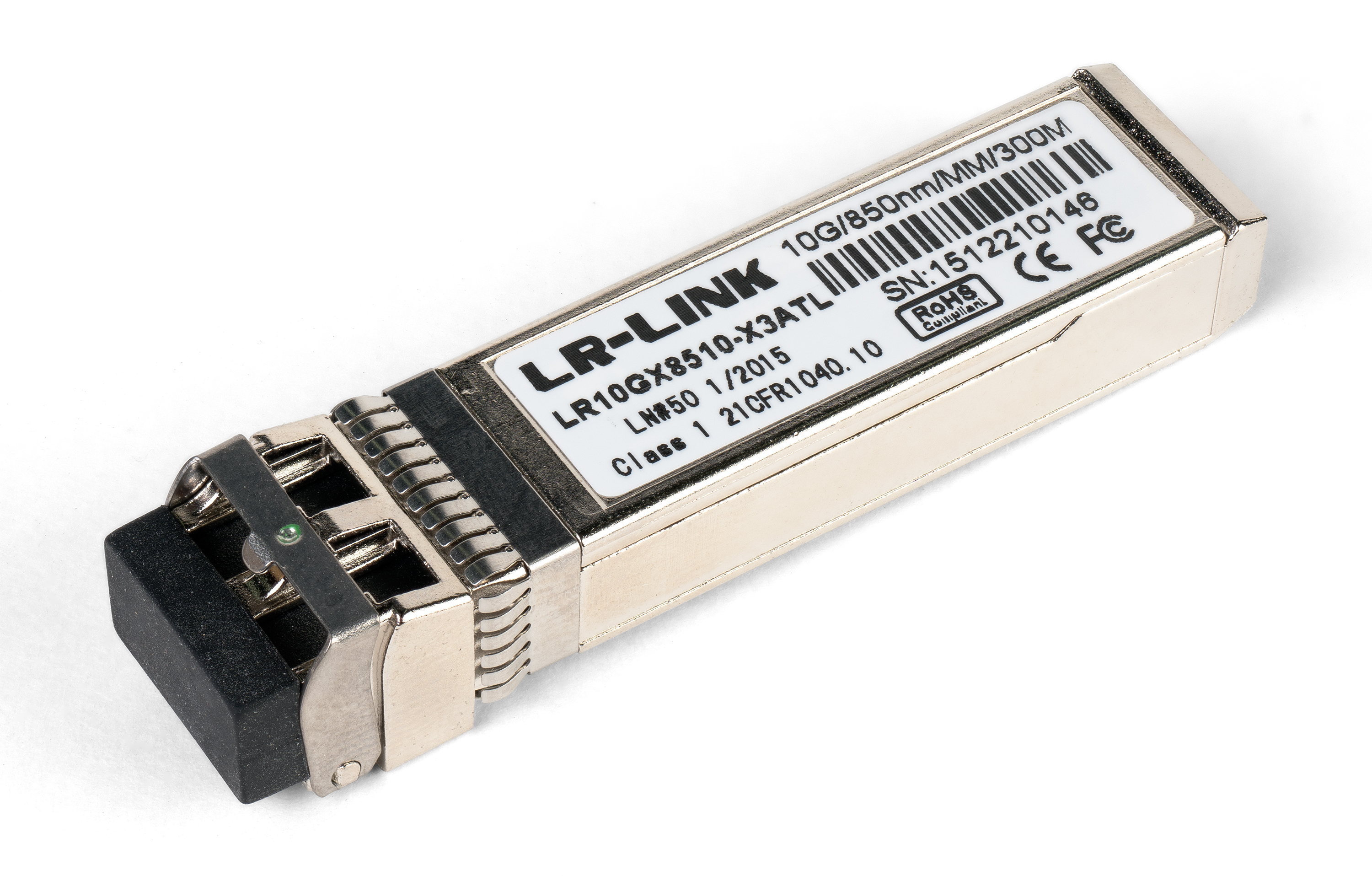
10GBASE-SR SFP+ transceiver

10GBASE-SR"short range", bereikt afstanden van 26 tot 400 meter over multimodeglasvezel alnaargelang het type kabel (IEEE 802.3 clausule 49 en 52, voorheen IEEE 802.3ae)
10GBASE-SWidentiek aan 10GBASE-SR maar met een speciale transceiver voor WAN-transport (IEEE 802.3 clausule 49 en 50)
10GBASE-LR"long reach", bereikt afstanden tot 10km over single modeglasvezel (IEEE 802.3 clausule 49 en 52, voorheen IEEE 802.3ae)
10GBASE-LWidentiek aan 10GBASE-LR maar met een speciale transceiver voor WAN-transport (IEEE 802.3 clausule 49 en 50)
10GBASE-LRM"long reach multi-mode", bereikt afstanden tot 220 meter over multimodeglasvezel (IEEE 802.3 clausule 49 en 68, voorheen IEEE 802.3aq)
10GBASE-LX4bereikt afstanden tot 300 meter over multimodeglasvezel en 10 km over single modeglasvezel, werkt met vier lasersignalen en maakt gebruik van CWDM, wordt niet meer gebruikt (IEEE 802.3 clausule 48 en 53, voorheen 802.3ae)
10GBASE-ER"extended reach", bereikt afstanden tot maximaal 40 km over single modeglasvezel (IEEE 802.3 clausule 49 en 52, voorheen IEEE 802.3ae)
10GBASE-EWidentiek aan 10GBASE-ER maar met en speciale transceiver voor WAN-transport (IEEE 802.3 clausule 49 en 50)
10GBASE-ZRbereikt afstanden tot 80 km over single modeglasvezel (geen formele standaard maar ondersteund door meerdere fabrikanten)
10GBASE-PReen variant voor passive optical networks (IEEE 802.3av)
10GBASE-BRbereikt afstanden van 10 tot 80 km, werkt zoals 10GBASE-LR of -ER maar dan over een enkele single modefiberkabel door de TX- en RX-signalen op dezelfde vezel in verschillende golflengten te splitsen (IEEE 802.3 clausule 158)

## Koper

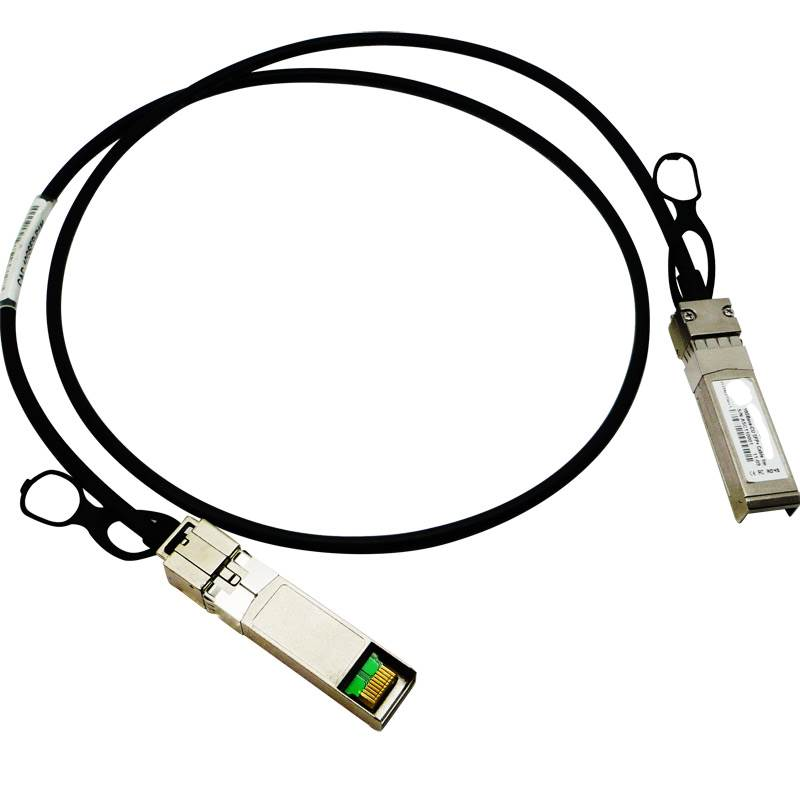
Twinaxiale (DAC) kabel met een SFP+-stekker aan elk uiteinde

Door de hoge aanschafprijzen van 10GbE-infrastructuur over glasvezelkabels was er nood aan een goedkopere vorm van 10GbE. Daarom publiceerde de IEEE in 2004 de 10GBASE-CX4-standaard voor 10GbE over koperkabels. Aanvankelijk werd alleen twin-axiale bekabeling ondersteund, later kwam daar ook nog ondersteuning voor twisted pair-bekabeling en backplane-kanalen bij.

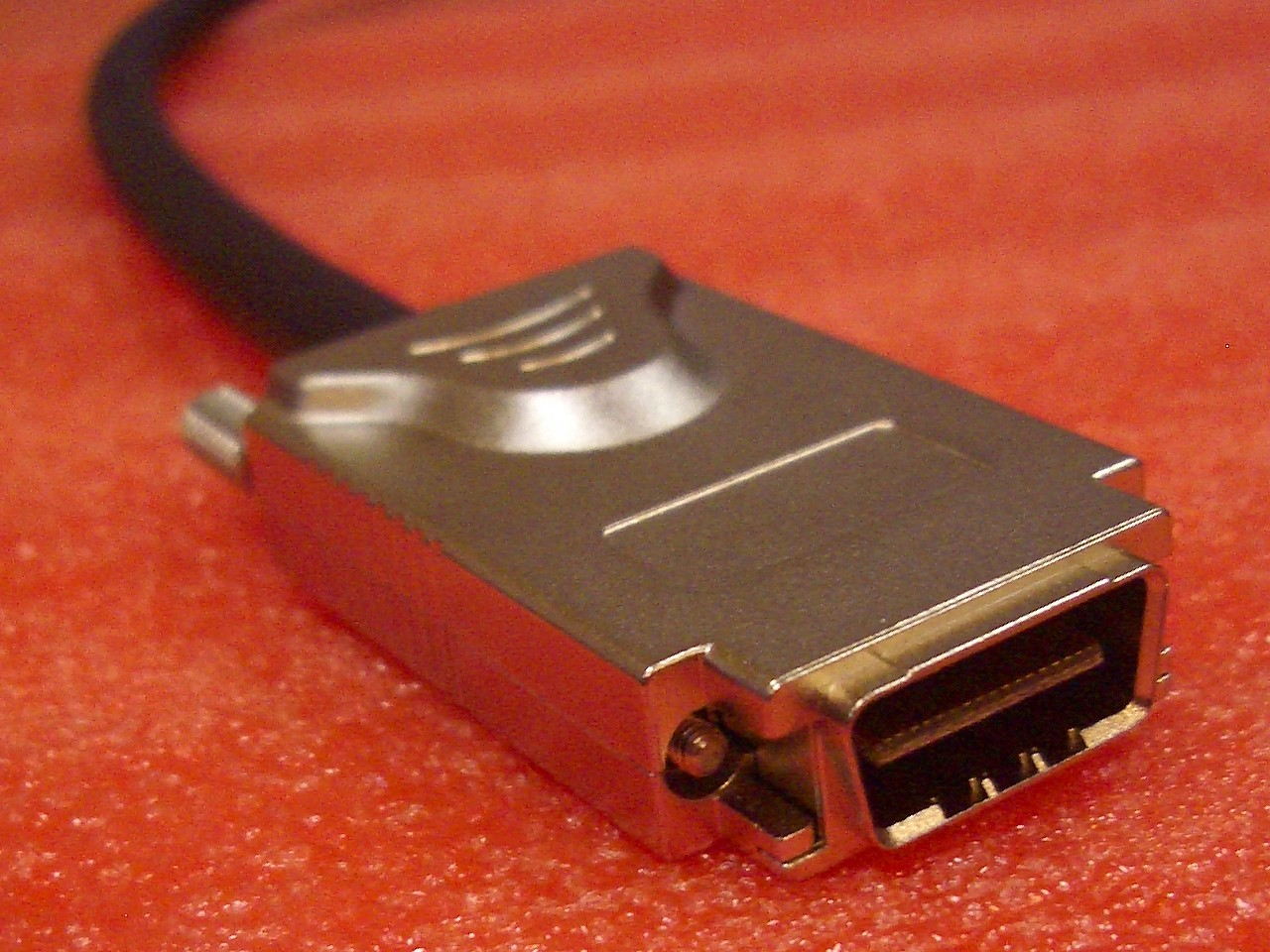
SFF-8470 connector

10GBASE-CX4gebaseerd op InfiniBand-technologie met dezelfde SFF-8470 connectors, maximale kabellengte van 15 meter, vroege implementatie van 10GbE, grotendeels verdrongen door SFP+ Direct Attach (IEEE 802.3 clausule 48 en 54, voorheen IEEE 802.3ak)
SFP+ direct attachgoedkopere variant die gebruik maakt van twinaxiale kabels die rechtstreeks op de SFP+-behuizing inpluggen, maximale kabellengte van 15 meter (geen formele standaard)
10GBASE-Tmaakt gebruik van twisted pair-bekabeling met een maximale kabellengte van 55 meter voor Cat5e/Cat6-kabel of 100 meter voor Cat6A-kabel (IEEE 802.3 clausule 55, voorheen IEEE 802.3an)
10GBASE-T1maakt gebruik twisted pair-bekabeling maar over slechts een enkel kabelpaar met een maximale kabellengte van 15 meter, wordt gebruikt in de autoindustrie (IEEE 802.3 clausule 149, voorheen IEEE 802.3ch)
10GBASE-KX4een variant voor gebruik over backplanes, werkt zoals 10GBASE-CX4 maar maakt gebruik van vier backplane-kanalen (IEEE 802.3 clausule 48)
10GBASE-KRopvolger van 10GBASE-KX4 voor gebruik over backplanes, werkt zoals 10GBASE-LR/ER/SR maar maakt gebruik van een backplane-kanaal (IEEE 802.3 clausule 49)